# Chengbu
Chengbu (en chino, 城步; pinyin, Chéngbù) es un condado autónomo bajo la administración directa de la Prefectura Shaoyang en la Provincia de Hunan, República Popular China.  Su área es de 2588 km² y su población total para 2010 superó los 280 mil  habitantes. 

## Administración
Desde julio de 2019, el  condado Chengbu se divide en 12 pueblos que se administran en 7 poblados y 5 villas.

## Toponimia
En el 1073, la dinastía Song estableció aquí el "Fuerte Chengbu" (城步寨). Según las Crónicas de Baoqing (宝庆府志) "Bu" se refiere a un lugar de convergencia entre rutas acuáticas y terrestres, mientras que "Cheng" indica que allí existía una antigua fortaleza.
Como las otras regiones autónomas, se caracteriza por estar asociada a un grupo étnico minoritario, en este caso, los miao. La región recibió la condición de "autónomo" cuando se estableció el Condado autónomo miao de Chengbu el 30 de noviembre de 1956, el segundo condado autónomo miao del país.